# Pierre Petit (Kameramann)
Pierre Petit (* 3. Januar 1920 Fontenay-Trésigny; † 22. September 1997 in Rueil-Malmaison) war ein französischer Kameramann.

## Leben
Petit begann seine berufliche Laufbahn im Alter von 16½ Jahren als Kameraassistent. Während des Zweiten Weltkrieges war er auch als einfacher Kameramann aktiv. Zu seinen Lehrmeistern zählen die Kollegen Léonce-Henri Burel, Eugen Schüfftan, Jean Bachelet, Joseph-Louis Mundwiller und André Dantan. 
Kurz nach Kriegsende erhielt Petit erstmals Aufträge als Chefkameramann und avancierte in den kommenden zweieinhalb Jahrzehnten zu einem der gefragtesten Vertreter seiner Branche. Die von Petit fotografierten Filme waren nahezu durchgehend rein kommerzielle, künstlerisch unbedeutende Unterhaltungsproduktionen für die breite Masse. Er fotografierte mehrfach Historiendramen und Gangster- bzw. Abenteuerstreifen, seltener Komödien. Zu Petits Regisseuren zählen Denys de La Patellière, Ralph Habib, Maurice Labro, Guy Lefranc, Pierre Billon und Georges Combret. 
In den 60er Jahren kamen mehrere Agenten- und Spionagethriller hinzu. Pierre Petit arbeitete nunmehr auch häufiger mit dem A-Film-Regisseur Christian-Jaque, für den er zum Beispiel die ausladende Historien- und Kostümfilm-Produktion Lady Hamilton – Zwischen Schmach und Liebe fotografierte, und dem Leinwandstar Jean Marais zusammen. Im Laufe der frühen 70er Jahre zog sich Petit weitgehend vom Kinofilm zurück und widmete sich dem Fernsehen.

## Filmografie
- 1946: Fausse identité
- 1947: Spürhunde (Les gosses mènent l’enquête)
- 1948: La passagère
- 1949: Le cas du docteur Galloy
- 1950: Folie douce
- 1951: Duel à Dakar
- 1951: Musique en tête
- 1952: Königsmark (Kœnigsmark)
- 1952: Die Giftmischerin (La pocharde)
- 1953: Unter den Lichtern von Paris (La tournée des grands ducs)
- 1953: Rasputin (Raspoutine)
- 1954: La Castiglione
- 1954: Ein ganzes Leben (Les hommes en blanc)
- 1955: La bande à papa
- 1955: Aristokraten (Les aristocrates)
- 1956: Das Gesetz der Straße (La loi des rues)
- 1956: Für Männer verboten (Club de femmes)
- 1956: Hyänen unter sich (Jusqu'au dernier)
- 1957: Dem Sumpf entronnen (Escapade)
- 1957: Verlorenes Spiel (Clara et les méchantes)
- 1957: Anton, der Querschläger (Le triporteur)
- 1958: Der blonde Skorpion (Ça n’arrive qu’aux vivants)
- 1958: Mädchen des Lasters (Ce corps tant désire)
- 1958: Das Raubtier rechnet ab (Le fauve est lâché)
- 1958: Mörder bitten zum Tanz (Y en à marre)
- 1959: Sklavin der Pirateninsel (Marie des Îles)
- 1959: Die Nacht der Gehetzten (La Nuit des traqués)
- 1959: Mit den Augen der Liebe (Les Yeux de l’amour)
- 1960: Zärtliche, wilde Elisabeth (Tendre et violente Élisabeth)
- 1960: Affäre Nabob (Au voleur!)
- 1960: Paris – Stadt der Versuchung (Le pavé de Paris)
- 1960: Fortunat
- 1961: Der Mörder steht im Telefonbuch (L’assassin est dans l’annuaire)
- 1961: Alles Gold dieser Welt (Tout l’or du monde)
- 1961: Die tolle Masche (La gamberge)
- 1962: Auch Stehlen will gelernt sein (Arsène Lupin contre Arsène Lupin)
- 1962: Die eiserne Maske (Le masque de fer)
- 1962: Eddie krault nur kesse Katzen (Les femmes d’abord)
- 1963: FBI-Agent Cooper – Der Fall Tex (Coplan prend des risques)
- 1963: Tod, wo ist dein Sieg? (Mort, où est ta victoire?)
- 1964: Pulverdampf und Diamanten (Le gentleman de Cocody)
- 1964: Le repas des fauves
- 1965: Spione unter sich (The Dirty Game)
- 1965: Gleich wirst du singen, Vögelein (Mission spéciale à Caracas)
- 1965: Die untreue Geliebte (La Séconde vérité)
- 1966: Der Lord mit der MP (Le Saint prend l’affût)
- 1967: Geheimnisse in goldenen Nylons (Deux billets pour Mexico)
- 1967: Im Dreck verreckt (Le rapace)
- 1968: Lady Hamilton – Zwischen Schmach und Liebe
- 1969: Une drôle de Bourrique
- 1970: Le cri du cormoran le soir au-dessus des jonques
- 1971: Der Seebär von St. Malo (Le drapeau noir flotte sur la marmite)
- 1972: Die Superlady (Elle cause plus, elle flingue)
- 1973: Molière pour rire et pour pleurer (TV-Sechsteiler)
- 1974–1978: Mit Rose und Revolver (Les brigades du Tigre) (Fernsehserie, 23 Folgen)
- 1974: Jenseits der Angst (Au delà de la peur)
- 1976: Introductions
- 1978: Ce diable d'homme (TV-Serie)
- 1980: Mein Freund Winnetou (Fernsehserie)
- 1981: Der Geheimagent (L'agent secret)
- 1982: Le braconnier de dieu
- 1984: Le blaireau s'fait mousser
- 1985: Carné, l’homme à la caméra (Dokumentarfilm)